# Görlitzer Park

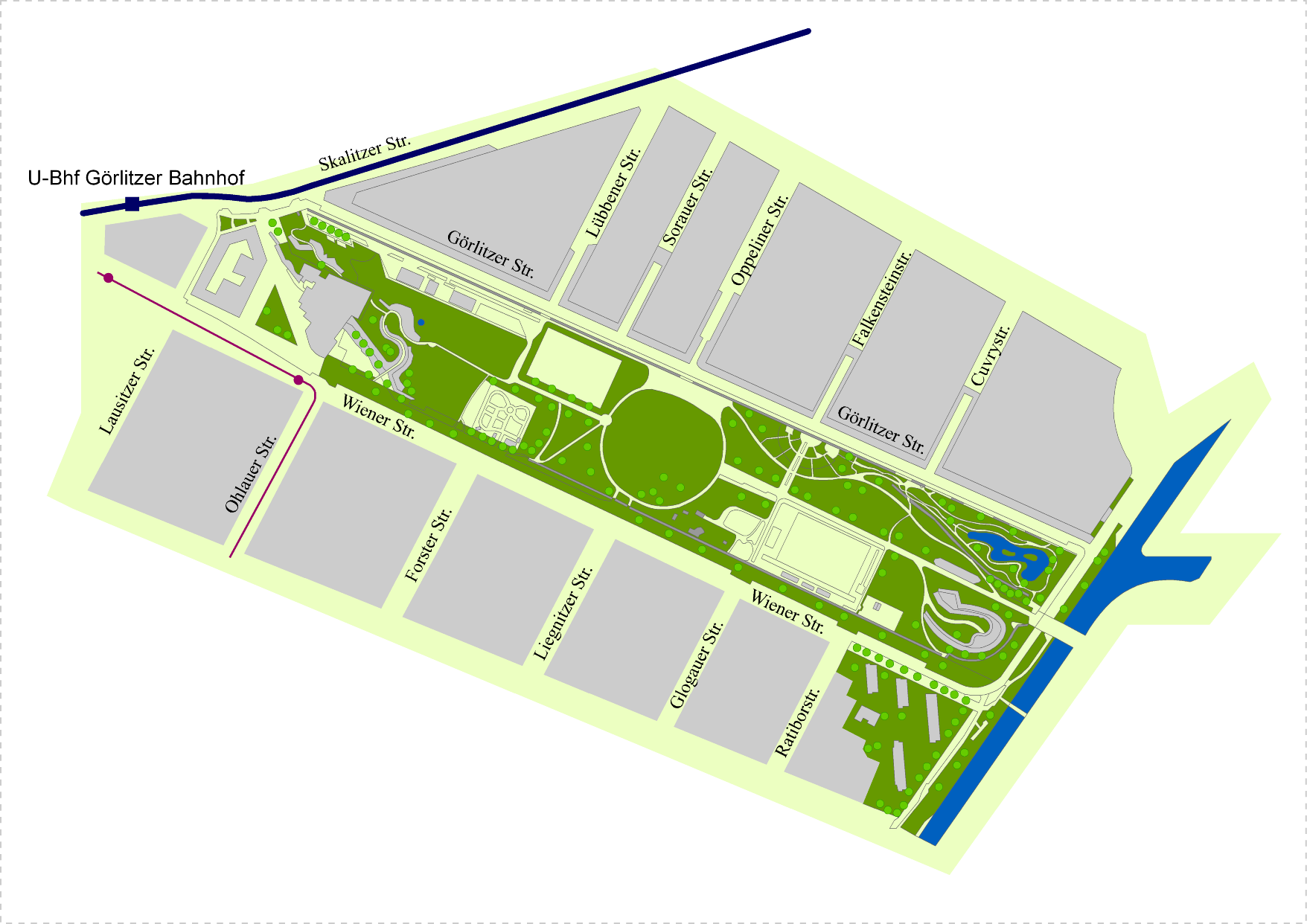
Pianta del parco

Il Görlitzer Park è un parco pubblico di Berlino.
Si trova nel quartiere di Kreuzberg sull'area già occupata dalla stazione Görlitzer Bahnhof.
Le prime proposte per il riutilizzo dell'area, rimasta abbandonata per decenni, furono formulate in occasione dell'esposizione di architettura "IBA 84"; in tale occasione venne realizzato il centro balneare Spreewaldbad.
Il parco fu realizzato alcuni anni dopo, fra gli anni ottanta e i novanta, ed è oggi una delle maggiori e più frequentate aree verdi di Kreuzberg.